# Golden Type

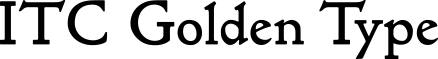
Spécimen de la police de caractères ITC Golden Type.

Golden Type est une police de caractères de type sérif conçue par l’artiste William Morris pour son projet d’impression de livres rares et précieux en 1890, chez l’imprimeur Kelmscott Press. De style suranné, elle est inspirée d’une police créée par le graveur et imprimeur Nicolas Jenson à Venise vers 1470,,.
La police tire son nom de la Golden Legend (La Légende dorée), qui aurait été le premier livre à être publié avec cette police. Elle ne comprend aucun caractère en italique ou gras, puisque ces aspects n’existaient pas à l’époque de Jenson.